# Entalophoroecia granulata
Entalophoroecia granulata är en mossdjursart som först beskrevs av John Nathaniel Couch 1842.  Entalophoroecia granulata ingår i släktet Entalophoroecia, och familjen Annectocymidae. Arten är reproducerande i Sverige.